# Linha Toblerone

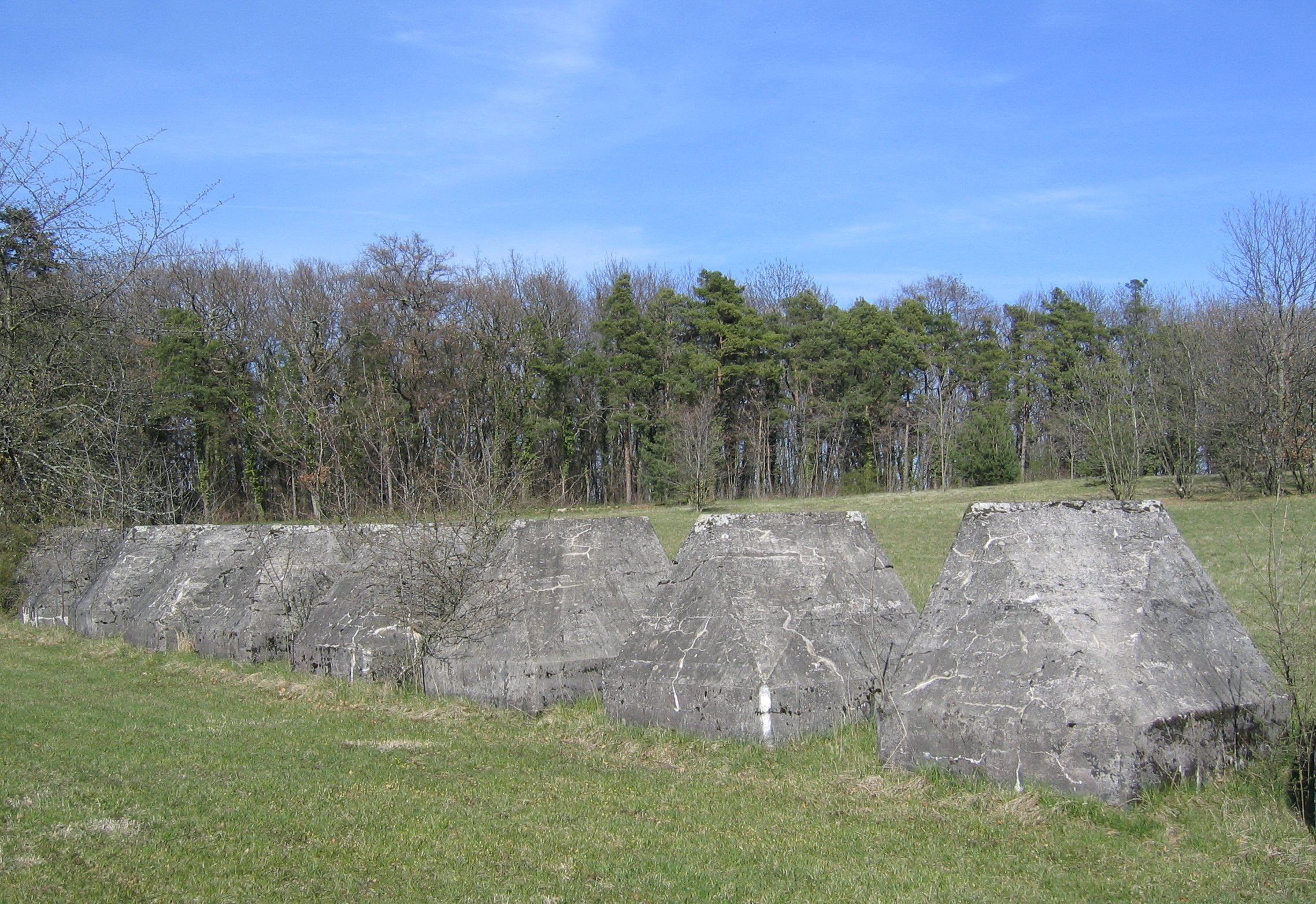
Blocos de concreto próximos ao Lago Léman em Gland.

A Linha Toblerone ou Rota dos Toblerones é uma linha defensiva de 10 km de extensão composta por “dentes de dragão” construída durante a Segunda Guerra Mundial próxima ao maciço do Jura entre Bassins e Prangins, no cantão de Vaud, na Suíça. Estas linhas de blocos defensivos podem ser encontradas em toda a Suíça, mas especialmente em regiões de fronteira. Seu propósito era o de interromper invasões por carros de combate (tanques) . Os 2700 blocos de concreto, com nove toneladas cada um que compõem essas defesas são similares ao formato das barras de chocolate “Toblerone”, o que deu o nome à linha. Após a guerra, os blocos foram deixados à natureza, tendo sido decidido que os blocos ficariam onde estão que se faria uma trilha de caminhada ao longo de sua rota.
A linha foi construída ao longo de 12 fortalezas, a mais conhecida delas denominada "Villa Rose" em Gland (Vaud), que foi transformada em museu e aberta ao público em 2006.

## Galeria

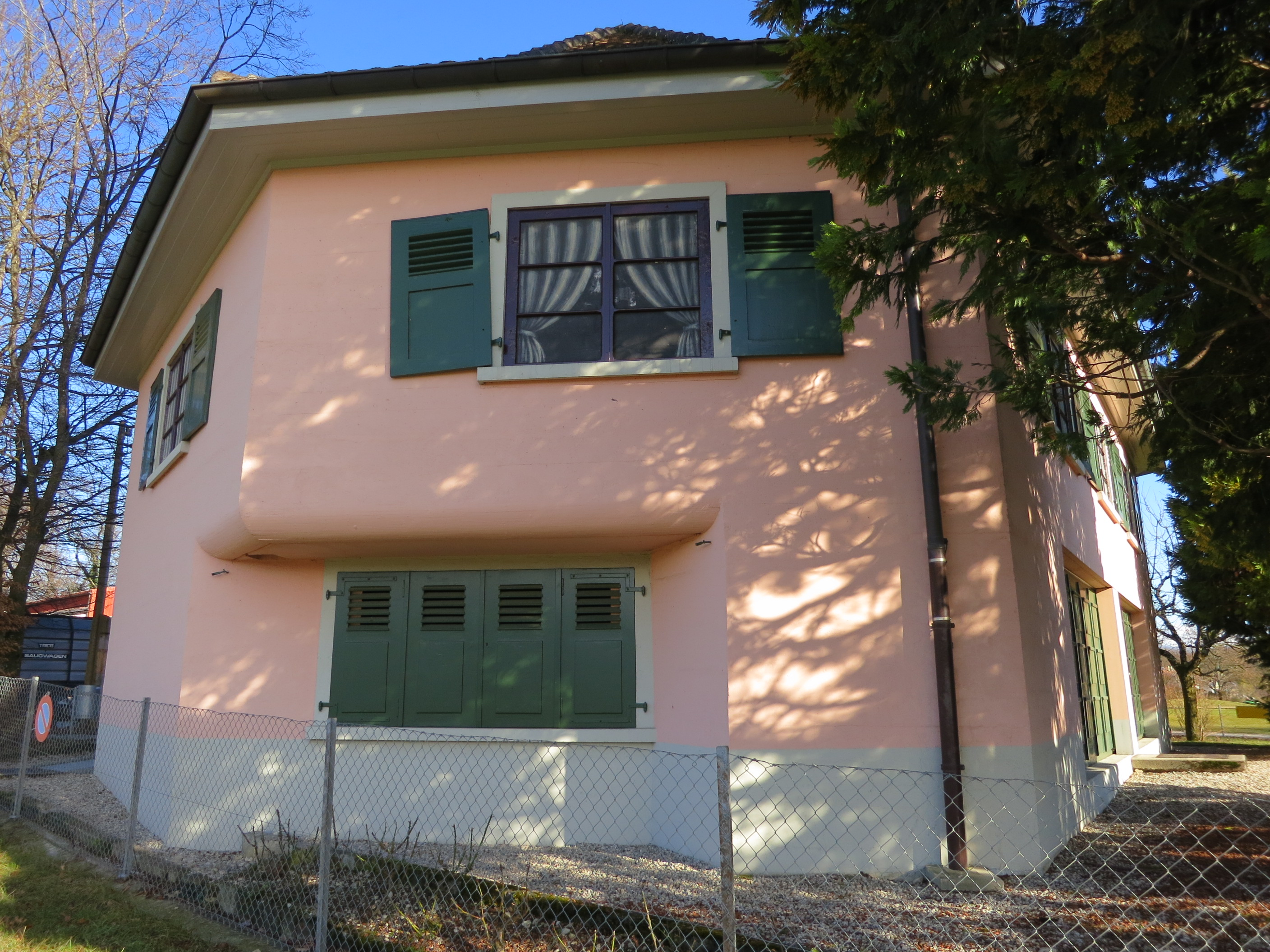
Fortaleza "Villa Rose"
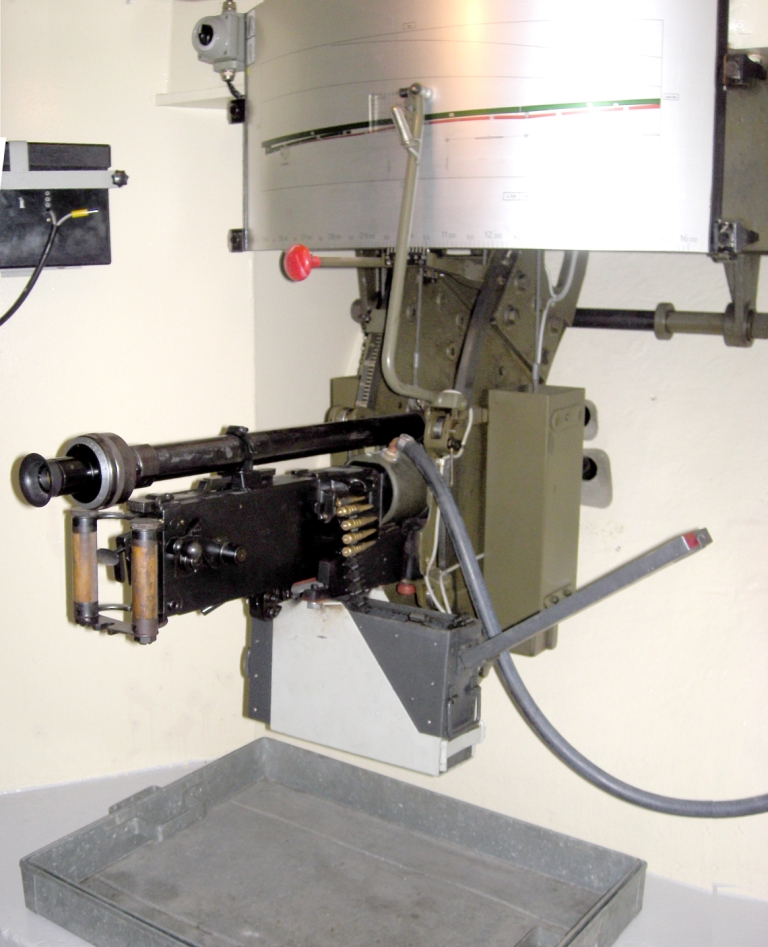
Metralhadora Maxim, Modelo 11 na Fortaleza "Villa Rose"